# ベリクー (戦列艦・2代)
|          | |
| 艦歴     | |
| 発注:    | 1778年2月19日 |
| 建造:    | ペリー造船所（ブラックウォール）                                                                                     |
| 起工:    | 1778年6月 |
| 進水:    | 1780年6月5日 |
| その後:  | 1816年解体 |
| 性能諸元 | |
| 全長:    | 砲列甲板：160ft（49m）                                                                                               |
| 全幅:    | 44ft 4in（13.5m） |
| 喫水:    | 19ft（5.8m） |
| 機関:    | 帆走（3本マストシップ）                                                                                              |
| 兵装:    | 64門： 下砲列：24ポンド(11kg)砲26門 上砲列：18ポンド(8kg)砲26門 後甲板：4ポンド(2kg)砲10門 船首楼：9ポンド(4kg)砲2門 |

ベリクー（HMS Belliqueux）は1780年6月5日にブラックウォールで進水したイギリス海軍のアーデント級64門3等戦列艦。名前はフランス海軍からの捕獲艦に由来する。
1781年にはフォート・ロイヤルの海戦に、1782年にはセインツの海戦に参加した。
1814年以降は監獄船として使用され、1816年に解体された。